# 118418 Yangmei
118418 Yangmei este o planetă minoră (asteroid), cu un diametru de 5,488 km, din centura de asteroizi. A fost descoperită pe 14 octombrie 1999 la Xinglong Station⁠(d) de Beijing Schmidt CCD Asteroid Program⁠(d). 
Obiectul prezintă o orbită caracterizată de o semiaxă mare de 3,1663662419234 UAi, o excentricitate de 0,1, o înclinație de 8,9 ° în raport cu ecliptica.